# The Goddess (pel·lícula de 1934)
|  | Aquest article tracta sobre La deessa, pel·lícula de 1934. Vegeu-ne altres significats a «La deessa». |

The Goddess (títol internacional en anglès. Títol original en xinès: 神女; en pinyin: Shénnǚ. Literalment en català: "La deessa") és una pel·lícula muda xinesa de 1934 produïda per Lianhua Film Company. Va ser protagonitzada per Ruan Lingyu en una de les seves últimes actuacions, i va estar dirigit per Wu Yonggang. Luo Mingyou va produir la pel·lícula i Hong Weilie va estar a càrrec de la cinematografia.
El públic va respondre amb entusiasme durant la seva estrena inicial, possiblement a causa de popularitat que llavors gaudia Ruan Lingyu com a actriu, segons articles periodístics contemporanis. Durant la Revolució Cultural, les intencions del govern de purgar elements “contaminants” propis de la burguesia disminuïren la popularitat de The Goddess. Va ser només després que Stanley Kwan recuperés la figura de Ruan Lingyu davant el públic amb la seva pel·lícula biogràfica Centre Stage (1991), protagonitzada per Maggie Cheung, que es va poder reviure l'interès per les pel·lícules clàssiques del cinema xinès protagonitzades per Ruan.
The Goddess és una de les pel·lícules més ben conegudes de l'època daurada del cinema xinès. El director Chen Kaige la té com la seva pel·lícula favorita dels anys 30.

## Argument
Una dona jove, de la qual la pel·lícula mai revela el nom (Ruan Lingyu), treballa com a prostituta per mantenir-se, vivint sola amb el seu fill Shuiping. Una nit, fugint d'una batuda policial, s'amaga a la casa d'un perdonavides anomenat Zhang (Zhang Zhizhi). Quan aquest suggereix que ella passi la nit amb ell a canvi de no lliurar-la a la policia, accepta. Més tard, ell i dos dels seus col·legues apareixen a casa d'ella, deixant-li clar que ja la considera de la seva propietat. La dona intenta fugir, però Zhang aconsegueix trobar-la i aterrir-la dient-li que vrendrà el seu fill Shuiping com a càstig per la seva fuga. Zhang li torna al nen, però ja ha deixat clar les seves intencions; ella s'adona que no pot protegir el seu fill i es rendeix. Així i tot, se les arregla per amagar alguns dels seus ingressos darrere un maó en la paret.
Quan Shuiping té uns 5 o 6 anys, ella el matricula en una escola local. Quan els altres pares descobreixen que la mare de Shuiping és una prostituta presenten queixes davant l'escola. El vell director escolar visita la dona per verificar si les acusacions són certes. Ella admet ser una prostituta, però en veure el devot amor maternal de la situació, el director decideix que és impensable castigar Shuiping per la tràgica situació de la seva mare. Així i tot, és incapaç de persuadir la resta del personal de l'escola per la qual cosa renúncia i Shuiping és expulsat. La mare decideix marxar amb el seu fill a un lloc llunyà on ningú els conegui. Quan treu el maó de la paret a la recerca dels seus diners, s'adona que Zhang ja ha trobat els diners i se'ls ha quedat. Ella li reclama el que es seu, però Zhang li diu que ja s'ho ha gastat tot; ella, en un atac d'ira, li copeja en el cap amb una ampolla i el mata. És sentenciada a 12 anys de presó i Shuiping és enviat a un orfenat. El director escolar ve a visitar-la i li diu que s'encarregarà de tenir cura de Shuiping. Ella li demana que li expliqui al seu fill que la seva mare ha mort, per evitar-li la vergonya de tenir una mare com ella. La pel·lícula acaba amb la dona imaginant un futur brillant per a Shuiping.

## Repartiment
El repartiment és:
- Ruan Lingyu - una dona desconeguda, la "deessa"
- Zhang Zhizhi - Zhang
- Keng Li - el fill, Shuiping
- Tian Jian com a Principal

## Estil cinematogràfic

Ruan Lingyu i Zhang Zhizhi.

Tot i que habitualment a les primeres pel·lícules produïdes Xangai se les atribueix una influència occidental, hollywoodenca, un estudi de l'estil de la Lianhua Film Company realitzat per Peter H. Rist mostra el contrari. The Goddess és una de les poques pel·lícules de l'època disponibles per a la seva anàlisi i exposa moltes de les característiques identificades com l'estil de Lianhua, amb el seu moviment de càmera distintiu i un ús del flou en escenes especifiques.
En The Goddess, el cinematògraf Hong Weilie humanitza i se centra en la protagonista a través d'apropaments i enfocaments en angle que mostren tant les expressions facials de Ruan Lingyu com el context general. A més, Hong utilitza el característic focus tou Lianhua per representar emocions fortes, específicament per a la deessa. Sempre que la càmera se centra en les expressions facials de Ruan Lingyu, el flou s'usa per intensificar la ràbia o el dolor retratat. Un de les escenes més notables on aquest flou és utilitzat d'una manera distintiva és al final de la pel·lícula, quan la dona està entre reixes. L'enfocament és als barrots de la presó, però la figura de la dona i el seu rostre es tornen més borrosos.
D'acord amb el cineasta britànic Mark Cousins en la seva sèrie documental The Story of Film: An Odyssey, Ruan Lingyu va oferir el primer exemple d'actuació realista lliure de l'estil melodramàtic típic de les interpretacions de principis del Segle XX. Específicament es va referir a l'escena en què la deessa busca refugi a la casa del perdonavides en la qual Ruan mostra «la seva fatiga, els seus gestos poc exagerats, el seu llenguatge corporal» d'una manera natural.

## Títol
El títol de la pel·lícula té diversos significats. En un primer nivell, és una descripció del personatge sense nom interpretat per Ruan Lingyu, qui és comparada amb una deessa protectora en el pel·lícula. En un segon sentit, el títol també es refereix a l'ocupació de la protagonista, ja que el terme xinès shénnǚ a més del seu significat principal com a «deessa» també es fa servir de vegades com un eufemisme per a prostituta.

## Recepció
El debut de Wu com a director va rebre un bon acolliment durant la seva estrena el 1934. La popularitat de Ruan Lingyu sens dubte va contribuir a això, però també ho va fer la qualitat empàtica del guió amb el públic. Tot i que l'acció de la Revolució Cultural va ser negatiu, l'interès per l'edat "clàssica" del cinema xinès va reviure més endavant amb la interpretació de Maggie Cheung com a Ruan Lingyu en la pel·lícula Center Stage.

## Crítica social i el tema de la maternitat
Una lectura superficial podria fer l'efecte que The Goddess és senzillament una pel·lícula sobre la vida tràgica d'una dona, els seus deures maternals, i la seva forma vergonyosa de treball. Així i tot, això seria una anàlisi molt limitada que ignora el context històric en què Wu Yanggong va escriure guió. Wu va canalitzar les seves idees socials pel que fa a la realitat de les treballadores sexuals de classe baixa. En un assaig curt de 1934 publicat abans de la pel·lícula, Wu va dir:
| « | Quan vaig començar a escriure el guió, em vaig voler centrar més en les experiències de vida reals [de les prostitutes]. Però les meves circumstàncies ho van fer impossible. Per amagar aquesta debilitat, vaig canviar l'enfocament cap a l'amor maternal mantenint la prostitució com a rerefons, vaig retratar una prostituta il·legal que lluita entre dues vides pel bé del seu nen. Vaig utilitzar a un perdonavides explotador per desenvolupar la trama. També vaig posar paraules de justícia en boca d'un íntegre director escolar, deixant-lo exposar la causa social de la prostitució. Però no vaig oferir una solució al problema. | » |

## Altres versions

### Llàgrimes de coloret(1938)

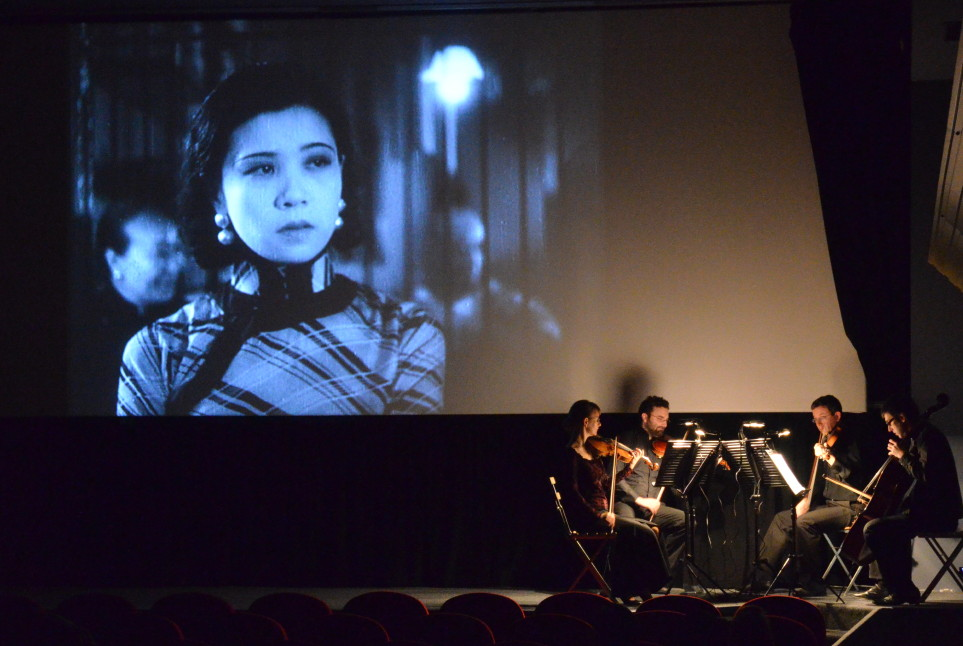
The Goddess en una projecció-concerto a França.

En el capítol “The Goddess- Tracking the “Unknown Woman” from Hollywood through Xangai to Hong Kong” de Yiman Wang, s'observa l'existència d'una còpia titulada Llàgrimes de coloret (1938) de Wu Yonggang només uns quants anys després de The Goddess. En el buit de quatre anys entre l'original i la còpia no es veuen reflectits molts canvis de contingut. Així i tot, els processos i context de producció en ambdues pel·lícules van canviar bastant i s'observen diferències narratives.
Wu va refer la pel·lícula original amb canvis en el repartiment, l'enquadrament, i fins i tot una mica en l'argument. Va filmar Llàgrimes de coloret als carrers de Hong Kong i va afegir essencialment l'equivalent d'un epíleg a la història original. En lloc d'acabar amb la dona imaginant el futur del seu fill, Wu insereix un buit de temps de 12 anys fins l'alliberament de la mare. La pel·lícula acaba amb la mare mirant la festa i compromís del seu fill per una finestra i deixant-la satisfeta amb el resultat. Aquesta adaptació sense la figura de Ruan Lingyu, els rerefons de Xangai i l'afegit d'un altre personatge van resultar una estrena menys reeixida.

### Versions posteriors
En la ressenya de Michael Baskett sobre The Goddess, descriu una nova edició de la pel·lícula. El 2003, un DVD de la pel·lícula, fet de 35mm va ser llançat amb metratge proporcionat per The China Film Archive. Aquesta versió tenia amb una nova banda sonora de piano composta per Kevin Purrone, qui també va gravar el fons musical.
La University of Hong Kong Press va reeditar la pel·lícula en DVD en 2005, combinant-la amb una biografia de Ruan Lingyu anomenada Ruan Lingyu: La deessa de Xangai. Mentre la pel·lícula original només va utilitzar subtítols en xinès per a la pel·lícula muda, les versions del DVD de 2003 i 2005 els tenen també en anglès.

### Pel·lícules relacionades
The Goddess, sovint, és referenciada i analitzada al costat d'altres pel·lícules basant-se en estils, motius i temes similars, com la pel·lícula de Xangai Street Angel. També se l'ha comparat amb pel·lícules de "dones de mala vida" dels anys 1939 fetes als Estats Units com La venus rossa (1932), The Sense of Madelon Claudet (1931), i Madame X (1929). La base per a aquestes comparacions, dins el gènere melodramàtic, és el de l'autosacrifici d'una mare que fa el que sigui pel seu fill. Wang també veu paral·lelismes entre The Goddess i la pel·lícula nord-americana Stella Dallas.